# Joseph Fricero
Joseph Fricero, né le 4 décembre 1807 à Nice (département des Alpes-Maritimes sous le 1er Empire) et mort le 26 septembre 1870 dans la même ville, est un artiste-peintre français.

## Biographie

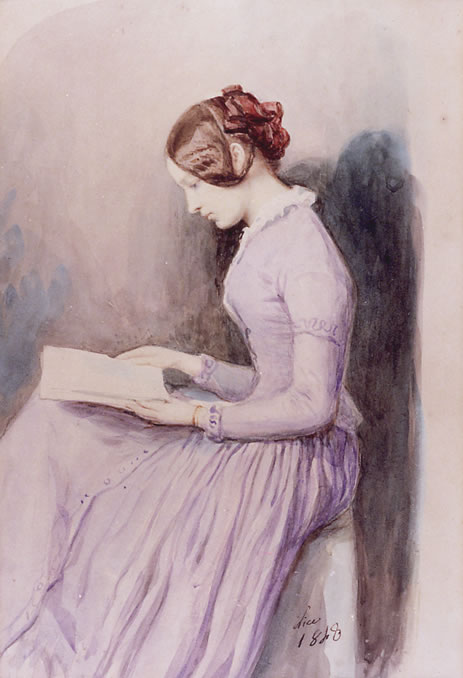
Joséphine Koberwein

Joseph Fricero est le fils de Philippe Fricero et de Marie-Marthe Cochois, son épouse.
Sa famille est originaire de Cairo Montenotte, en Ligurie, et s'était établie à Nice. 
Il étudie la peinture à l'atelier de Paul-Émile Barberi et à dix-huit ans part étudier à Florence. 
Le 3 janvier 1849, il épouse à Marseille Joséphine Koberwein (Youzia Iossifovna Koberwein), fille naturelle du tsar Nicolas Ier de Russie et de Marianne Koberwein. Ils ont quatre fils, et une descendance de cette union subsiste de nos jours.

## À voir à Nice
- Il existe une rue Joseph Fricero à Nice.
- Au n°49 de l'avenue d'Estienne d'Orves (ancienne avenue de Candia), une plaque en marbre rappelle que Joseph et sa femme, peintre comme lui, y vécurent de 1852 à sa mort et qu'ils y reçurent l'impératrice douairière Alexandra Feodorovna, veuve de Nicolas Ier de Russie. L'impératrice eut un certain mérite de rendre visite à la fille naturelle de son défunt mari.
- Joseph Fricero repose au cimetière de Caucade.

## Enfants
1. Alexandre (Bata) Iossifovitch Fricero, Odessa (1850) - Nice (1904), filleul du futur Alexandre II de Russie, officier de l'armée et de la marine impériales russes
2. Nicolas (Louis, Marie) (Nisson) Iossifovitch Fricero, Nice (1853) - Grasse (1884), filleul de Nicolas Ier de Russie, officier de la marine impériale russe et diplomate russe
3. Michel (Ange, Alexandre) Iossifovitch Fricero, Nice (1858) - Nice (1914), commissaire de police
4. Emmanuel (Mané) Iossifovitch Fricero, Nice (1861) - Le Mans (1880)

À noter la présence du nom patronymique Iossifovitch, c'est-à-dire « fils de Joseph ».